# 短伞大叶柴胡
短伞大叶柴胡（学名：Bupleurum longiradiatum var. breviradiatum）为伞形科柴胡属的变种。分布于西伯利亚、朝鲜、日本以及中国大陆的辽宁、黑龙江等地，目前尚未由人工引种栽培。